# リゾートビューふるさと
リゾートビューふるさとは、東日本旅客鉄道（JR東日本）が長野駅 - 南小谷駅間を運行している臨時快速列車およびその使用車両の愛称。
本項では、派生列車として2012年4月20日から長野駅 - 姨捨駅間を運行している臨時快速列車「ナイトビュー姨捨」についても記述する。

## 概要
2010年10月2日、信州デスティネーションキャンペーンに合わせて運行を開始した。
キャッチコピーは「ゆとりとおもてなしのリゾートトレイン」。列車名の「リゾートビューふるさと」は、列車が運行する沿線の山々、川や湖、空、里山など、日本の「ふるさと」を思い起こさせる美しい風景と、多くの人々の出会いがつながる旅を創り出せる列車をイメージして名づけられた。

## 運行概況
全車指定席。1日1往復運行。年間を通して土曜日・休日を中心に運転するが、夏休みや年末年始など毎日運転する期間もある。
走行区間のうち、長野 - 松本間（信越本線・篠ノ井線）は、路線運営側では同列車を含め松本方面に向かう列車が上り、長野方面に向かう列車が下りだが、同列車側では同区間走行時を含め長野発南小谷行きを下り（往路）、南小谷発長野行きを上り（復路）としている。この項では、長野発南小谷行きを往路、南小谷発長野行きを復路として記述する。
日本三大車窓として知られる篠ノ井線稲荷山駅 - 姨捨駅間や大糸線の一部区間では徐行運転を行う。往路の稲尾駅および海ノ口駅では運転停車もし、車内から木崎湖を眺めることができる。また往路では穂高駅に30分程度停車し、停車時間中に穂高神社を参拝することが可能で、参拝希望者のために列車の到着にあわせて同神社の巫女が出迎え、案内を行う。
往路では、土・休日を中心に「車内でのおもてなしイベント」として、地元自治体関係者や有志などが、地元に伝わる民話の語りや郷土芸能を披露するイベントがあり、この模様は車内モニターでも流される。このほかにも、車内や停車駅で季節に応じた各種イベントが開催されている。
同列車には、「リゾートアテンダント」と呼ばれる客室乗務員が乗務し、観光案内や車内販売等を行っている。車内販売には原則として駅弁の積み込みを行わないため、駅弁購入希望者は往路復路ともに松本駅到着前までにリゾートアテンダントに予約注文する必要がある。
同列車に乗務する車掌は、JR東日本の新幹線同様に、あらかじめ座席指定券に印字されている座席に着席すれば車内改札は行わないが、車内改札用のスタンパーが「リゾートビューふるさと」専用のスタンプとなっており、車掌に申し出ると捺印してくれる。また、1号車の車内には、乗車記念スタンプや観光地のみどころなどが記載された乗務員手作りのガイドブックが備えつけられている。
列車側面のLED行き先表示には「リゾートビューふるさと」および「ナイトビュー姨捨」専用のロゴタイトル表示が用意されている。ただ、同車両を使用して多客期などに運転されるその他の列車は、種別と行先のみが表示される。

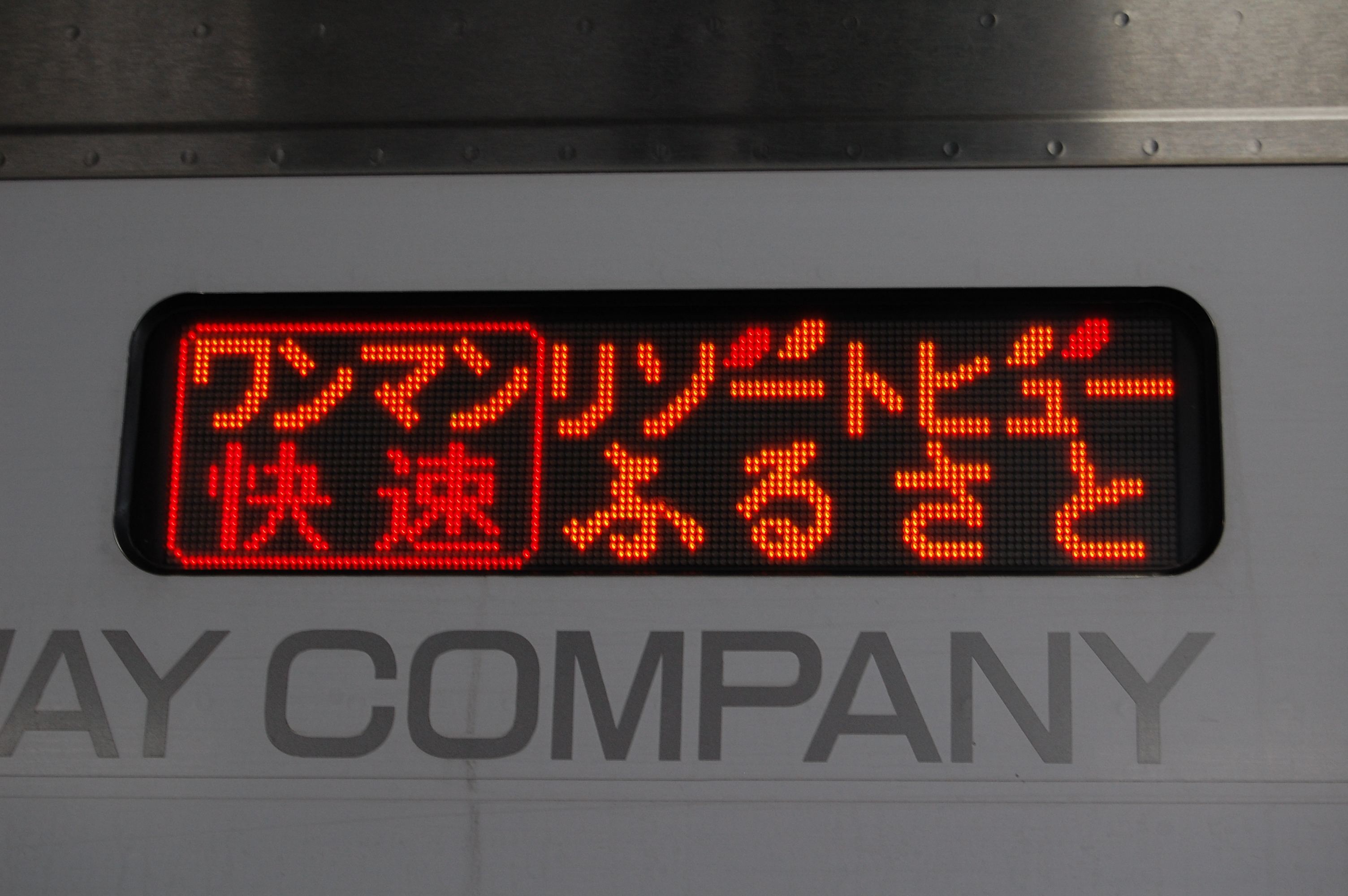
「リゾートビューふるさと」表示
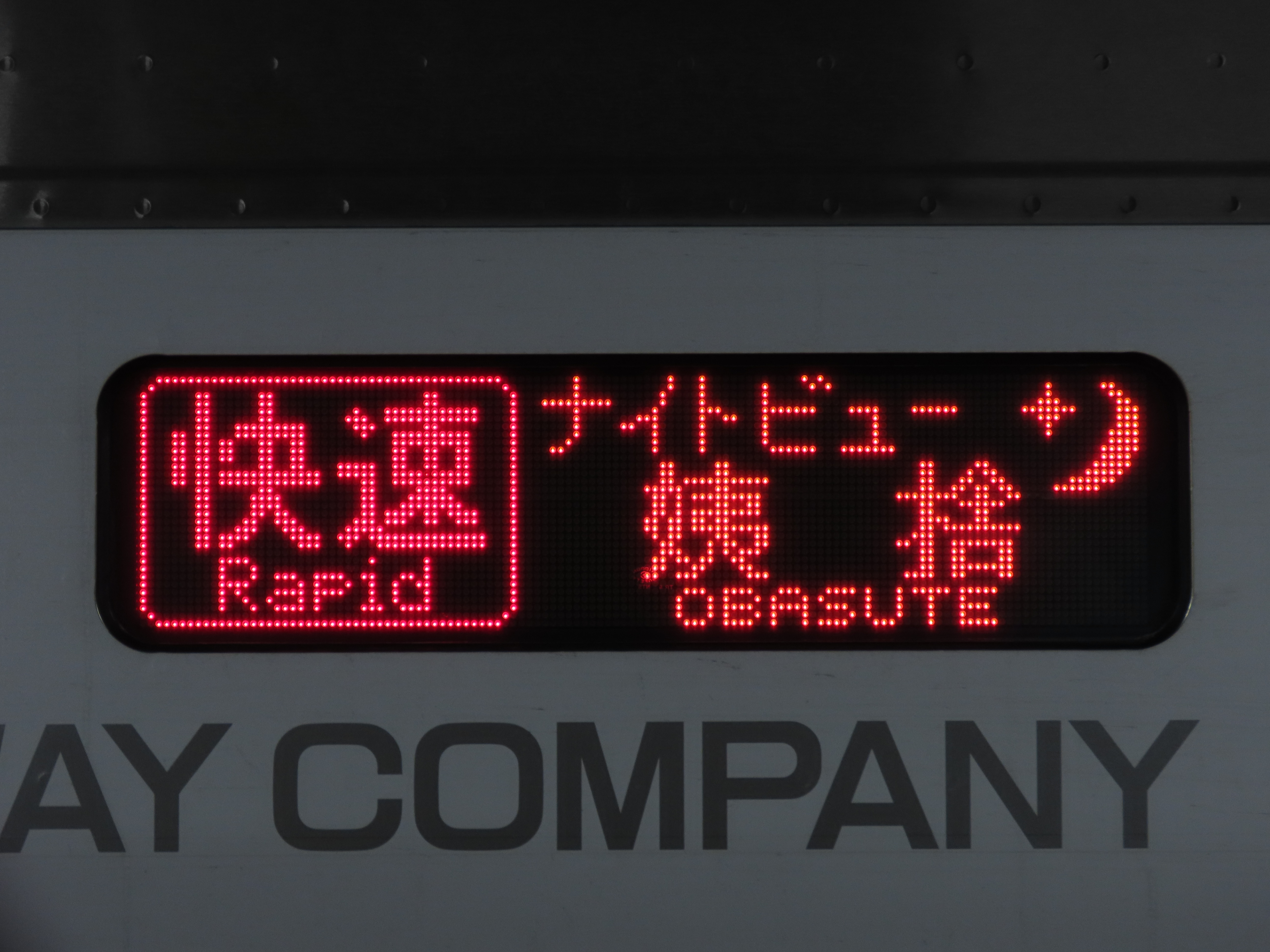
「ナイトビュー姨捨」表示
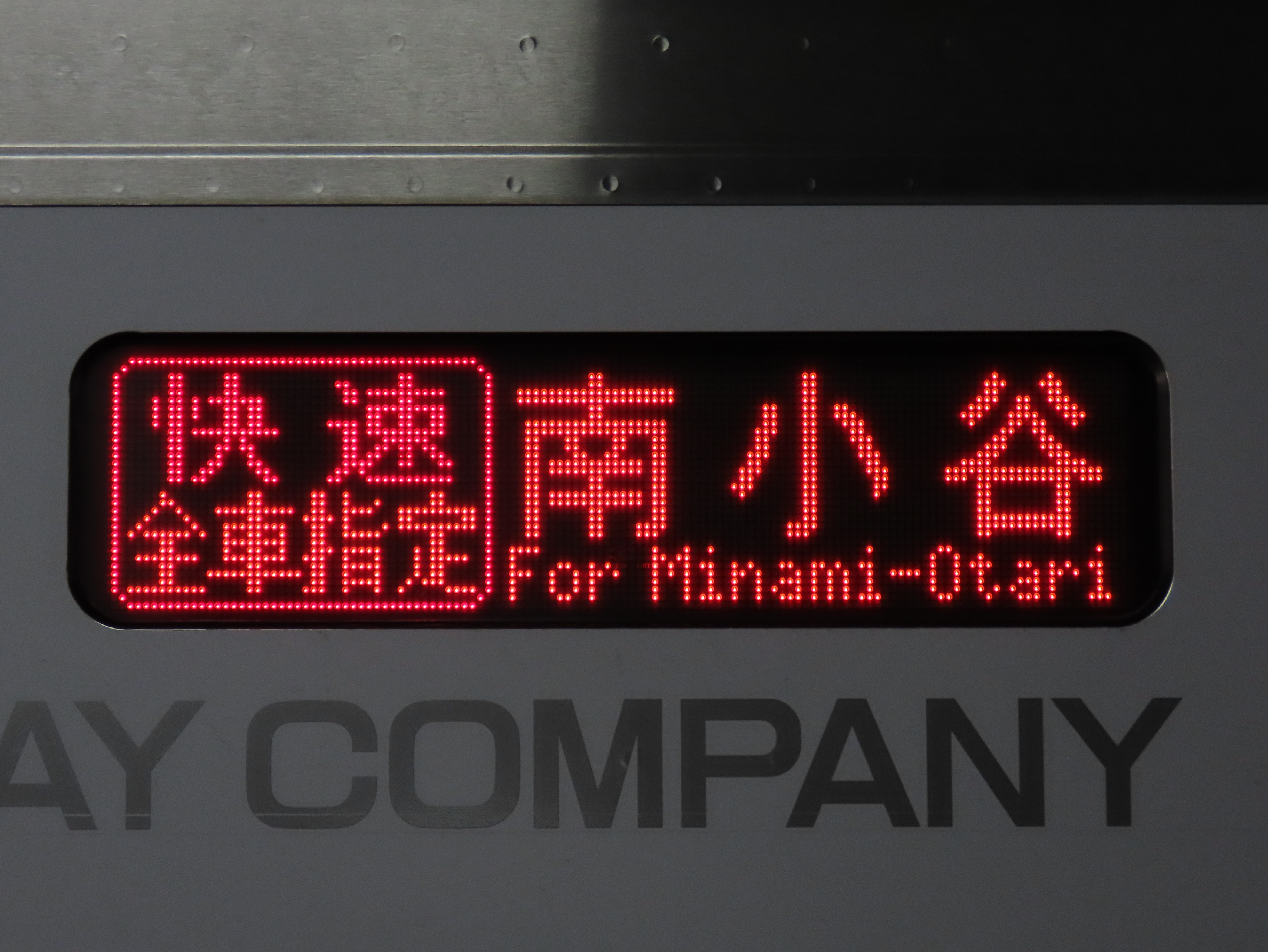
種別と行先のみの表示

### 停車駅
長野駅 - 篠ノ井駅 - 姨捨駅 - 明科駅 - 松本駅 - 穂高駅 - 信濃松川駅 - 信濃大町駅 - 白馬駅 - 南小谷駅

### 担当乗務員区所
- 車掌・運転士
  - 長野 - 松本間 ： 長野総合運輸区
  - 松本 - 南小谷間 ： ワンマン運転（運転士は松本運輸区が担当）
- リゾートアテンダント  松本列車営業支店（JR東日本サービスクリエーション）

## 使用車両
HB-E300系気動車
長野総合車両センター所属の片運転台構造2両編成が使用される。
車体色は乗務員室背後の展望スペース部分が黄緑色、客室部分は下から上に向かって緑色と白色のグラデーションに彩色され、客室部分の裾に黄土色の帯を配している。これは長野県の県木であるシラカバの森の中を走り抜けるイメージである。
2020年10月12日から2022年12月25日まで長野県PRキャラクター「アルクマ」登場10周年を記念したラッピングを施して運用していた。アルクマラッピング終了と同時にロゴマークも剥がされたが、2024年1月に再び貼り直されている。
1号車11D席にはラッピング開始時から現在まで、常時アルクマの特大ぬいぐるみが設置されている。

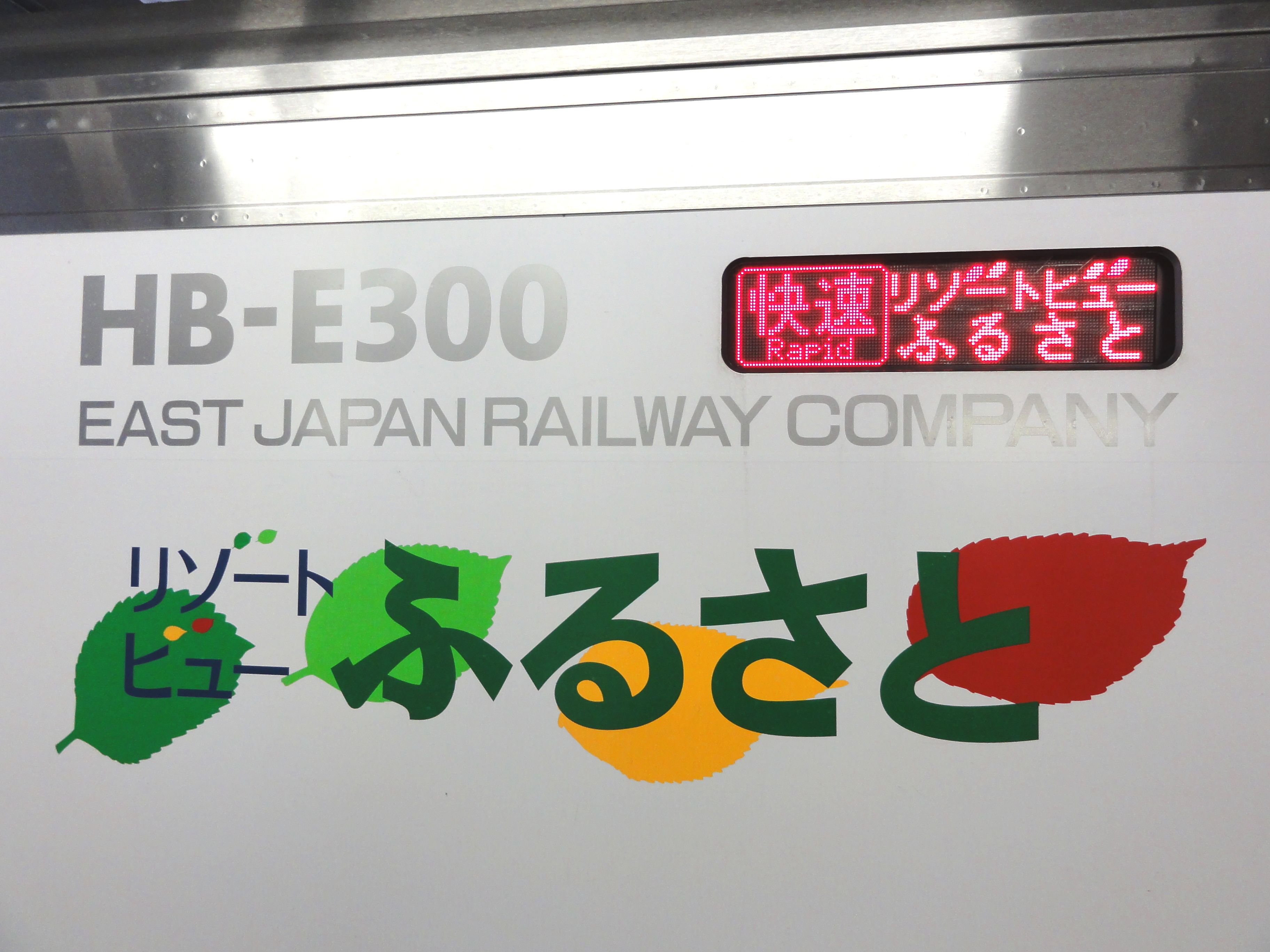
ロゴマーク
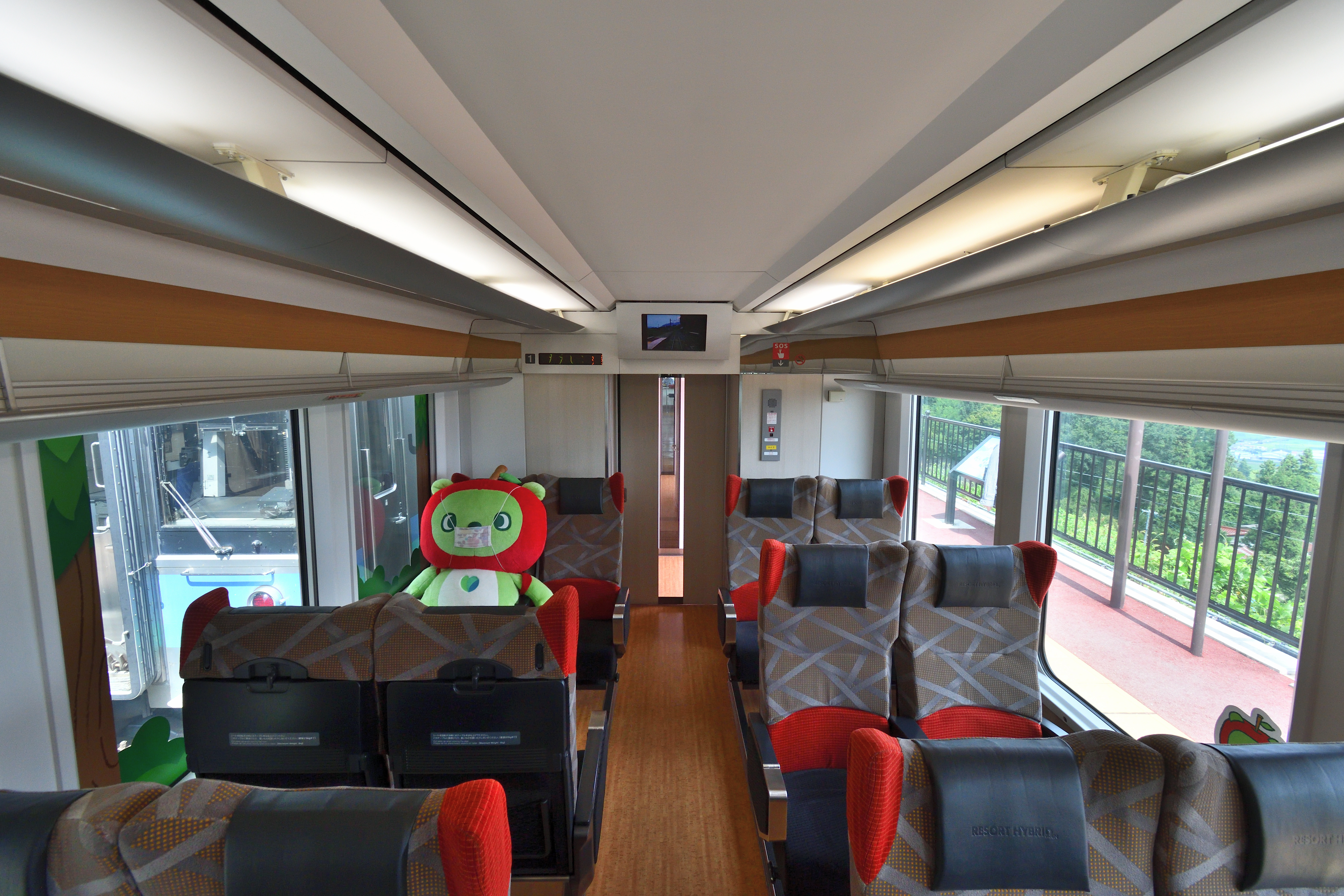
10C/D席・11C/D席はアルクマ専用席に固定されている
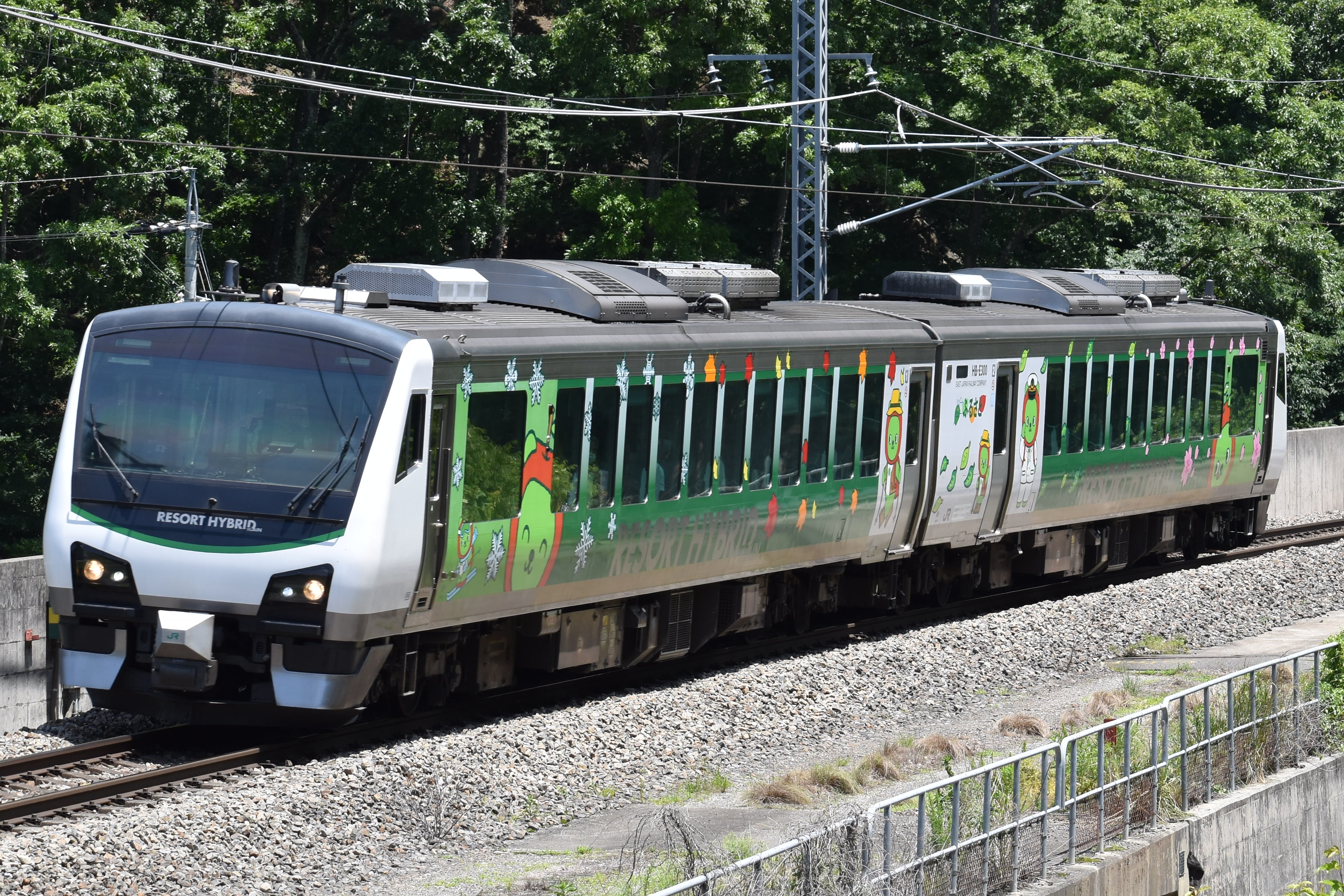
アルクマラッピング

## ナイトビュー姨捨
前述の姨捨駅や車窓からの夜景を鑑賞するための列車として、2012年4月20日に長野駅 - 姨捨駅間で運行が開始された。HB-E300系による全車指定席で夏季を中心に1日1往復の運行。
「リゾートビューふるさと」同様リゾートアテンダントが観光案内・車内販売業務を行い、特製弁当も発売される。終点の姨捨駅では地元のボランティアガイドが夜景の案内を行い、地元の有志による民話の語りの披露、味噌汁や甘酒の振る舞いも行われるほか、2013年度までは姨捨駅の窓口で特製プレートが発売され、プレートの購入者にはオリジナルの乗車証明書がプレゼントされた。復路では姨捨駅発車後に善光寺平の夜景を鑑賞するため、車内照明を減光している。
2015年（平成27年）7月27日には同列車が「日本夜景遺産（施設型夜景遺産）」に認定された。鉄道での認定は静岡県の岳南電車に続き2例目となる。
かつて特別企画乗車券として「ナイトビュー姨捨往復きっぷ」が販売されており、長野駅 - 姨捨駅間の往復乗車券に、往復分のナイトビュー姨捨の指定席券がセットとなっていたものがあった。

### 停車駅
長野駅 - 篠ノ井駅 - 姨捨駅

### 担当乗務員区所
- 車掌・運転士
  - 全区間 ： 長野総合運輸区
- リゾートアテンダント  松本列車営業支店（JR東日本サービスクリエーション）

## 派生列車
ここでは「リゾートビュー」の名を冠する運用のみ概説する。
リゾートビュー諏訪湖
長野駅 - 富士見駅間を結ぶ。2021年10月9日の運行開始から2023年現在まで「リゾートビューふるさと」と「ナイトビュー姨捨」を除いて運行が継続されている唯一の列車である。
運行開始日には記念のクリアファイルが発売された。
塩尻駅 - 岡谷駅間はみどり湖経由(新線経由)での運転であるが、2023年10月15日には辰野経由(旧線経由)で運転された。また、同年11月12日には茅野駅発着で運転され、茅野駅での折り返し時間を利用し、すわ湖鉄道フェスタの一環として周辺4駅(茅野駅･上諏訪駅･下諏訪駅･岡谷駅)で各20分間の車両展示が行われた。
リゾートビュー白馬
旅行客や年末年始の帰省に合わせ、2023年12月28日から2024年1月3日までの間、1 - 4号の2往復が松本駅 - 白馬駅間で運行された。
リゾートビュー八ヶ岳
2014年5月17日に松本駅 - 中込駅間にて運行を開始した（後に小諸駅まで延長された）。
2017年まで定期的に運行が継続されたが、2017年7月1日よりキハ100系・110系を改造した小海線観光列車「HIGH RAIL 1375」の運行が開始されたことにより、同年6月18日の運用を最後に同列車の運行が終了した。
2024年8月18日に再び同名の臨時列車が運行される予定だが、こちらは長野駅 - 小淵沢駅の運行となっている。
リゾートビューこうみ
2016年7月16日 - 18日に小淵沢駅 - 小諸駅間で運行された。
リゾートビューいいやま
2016年8月27日・28日に長野駅 - 十日町駅間で運行された。
同区間を運行する飯山線観光列車「おいこっと」と同じ時刻・停車駅で運転された。

## 沿革
- 2010年10月2日：運行開始。
- 2011年
  - 3月12日 - 3月14日：前日の3月11日に発生した東北地方太平洋沖地震（東日本大震災）の影響で全区間で運休する。
  - 3月18日 - 3月21日：震災の影響により燃料供給の見通しが不透明であることから485系「彩」による代走を実施[23][24]。
  - 3月25日：上記事由によりE257系による代走を実施[25]。
  - 3月26日 - 3月27日：上記事由により485系「彩」による代走を実施[25]。
  - 4月1日：上記事由により全区間で運休。
  - 4月2日：燃料供給の見通しがたったことから所定運転となる。同日より松本 - 南小谷間においてワンマン運転実施。
  - 9月9日：「リゾートビューふるさと」専用ホームページを開設。
  - 10月1日：「リゾートビューふるさと」デビュー1周年を記念した入場券を発売[26]
- 2012年
  - 4月20日：長野駅 - 姨捨駅間で「ナイトビュー姨捨」運行開始。
  - 9月8日：この日の運行をもって乗車人員5万人を達成[5]。
- 2013年3月16日：ダイヤ改正に併せ停車駅の見直しを行い、往路のみ海ノ口駅への停車を開始。
- 2014年7月4日：停車駅の見直しを行い、夏期シーズン・往路のみ明科駅への停車を開始する。
- 2015年
  - 6月6日：この日の運行をもって乗車人員10万人を達成[27]。
  - 7月27日：「ナイトビュー姨捨」が日本夜景遺産（施設型夜景遺産）に認定[14]。
- 2016年7月1日：停車駅の見直しを行い、夏期シーズン・往路のみ停車していた明科駅に復路も停車するようになる。
- 2017年3月4日：ダイヤ改正に併せ停車駅の見直しを行い、新規に篠ノ井駅への停車を開始。乗降客減少のため海ノ口駅は通年通過扱いとなる。
- 2020年
  - 4月8日：新型コロナウイルスの感染拡大防止に伴い、同年5月31日まで運休[28]。
  - 5月13日：同年6月1日以降の運休延長を発表[29]。
  - 6月26日：同年7月23日より運転再開を発表。感染防止策のため、車内および駅でのイベント、おもてなしを当面見合わせる[30]。
  - 10月12日：アルクマ登場10周年を記念して、アルクマラッピングを車体側面に施した。

- 2022年
  - 12月25日：アルクマラッピングでの運転を終了[31]。
- 2023年
  - 2月16日：長野総合車両センターを出場、翌日に篠ノ井線で試運転を実施。
  - 3月18日：「リゾートビューふるさと」での運用を再開。